# Khamisia
Khamisia là một chi nhện trong họ Oonopidae.